# زاچوپکی
زاچوپکی (به لهستانی:  Zaczopki) یک روستا در لهستان است که در گمینا روکیتنو واقع شده‌است.